# Conical Rock
Der Conical Rock (von englisch conical ‚konisch, kegelförmig‘, in Chile gleichbedeutend Roca Cónica, in Argentinien Rocas Cónicas) ist eine Felseninsel im Archipel der Südlichen Shetlandinseln. In der Morton Strait liegt er 3 km südlich der Südwestspitze der Livingston-Insel.
Wissenschaftler der britischen Discovery Investigations, die ihm auch seinen deskriptiven Namen gaben, kartierten ihn zwischen 1930 und 1931. Der Grund für die Pluralisierung in der argentinischen Benennung ist nicht überliefert.